# Microstylum unicolor
Microstylum unicolor är en tvåvingeart som beskrevs av Ricardo 1925. Microstylum unicolor ingår i släktet Microstylum och familjen rovflugor. Inga underarter finns listade i Catalogue of Life.